# Х5Н1
Х5Н1 је подтип вируса Influenza A и узрочник је птичјег грипа, вирусног обољења пандемијских размера које се преноси на многе врсте укључујући и човека.. Стручњаци верују да вирус поседује способност мутације у облик који се лако преноси међу људима. Сам назив Х5Н1 се односи на подтипове антигена који су присутни на површини вируса: хемаглутинин 5 и неураминидаза 1.
Вирус је испочетка уочен као узрочник ендемске заразе милионских популација живине југоисточне Азије, да би до данас, захваљујући својству брзог преноса, постао широко распрострањен међу бројним другим врстама птица. У историји су случајеви заразе чешће бележени у густо насељеним срединама у којима заједно живе људи и животиње-преносници. Водене птице селице (лабудови, дивље патке и гуске) су очигледни природни, а домаћа перад непосредни преносник заразе.
Х5Н1 је антигенским током мутирао у десетине високопатогених варијација које све припадају доминантном генотипу З. Тај ендемски генотип се појавио 2002. из раније познатог високо патогеног генотипа. Код птица је епизоогено први пут пронађен у Кини 1996, а код човека у Хонгконгу 1997, па се разликују два генска кладона од којих се један лакше преноси на човека и представља опасност.
Мутиране варијације од којих обољевају остале врсте животиња, нису нужно опасне за људе (већина оболелих појединаца је била у директном контакту са зараженим птицама). Панзоогено (болест која захвата животиње различитих врста на одређеном подручју) ширење је заустављено уништавањем читавих популација домаће живине која је пребивала на истој територији.
С обзиром да нису познати сви случајеви инфекције вирусом Х5Н1 из пређашњих пандемија грипа, смртност се може само предвиђати на 2,5-5% укупне популације. Најгори сценарио у случају нове пандемије указује на директну смрт око 150 милиона људи. Остали подтипови вируса птичјег грипа, потврђени код човека и поређани према броју смртних случајева, су: Х1Н1 узрочник „шпанског грипа“, Х2Н2 узрочник „азијског грипа“, Х3Н2 изузетно отпорни узрочник „хонгконшког грипа“, Х7Н7, Х1Н2 или „свињски грип“ – ендемски патоген код људи и свиња, Х9Н2, Х7Н2, Х7Н3, Х10Н7.

## Грађа вируса
Вируси су врста микроскопских паразита која инфицира ћелије живих организама. Orthomyxoviridae су породица РНК вируса, која обухвата узрочнике грипа и паразите. Садрже 7 до 8 делова линеарног једноструко завијеног молекула РНК.
Influenza A вируси су род вируса птичјег грипа који садржи 10 гена: 
- ХА кодира хемаглутинин, антигенски гликопротеин на површини вируса који стварањем продужетака омогућава његово везање за заражену ћелију.
- НА кодира неураминидазу, ензим који се веже за површину вируса како би помагао у отпуштању новостворених честица из ћелије-домаћина.
- М кодира матичне протеине и, уз претходна два протеина, ствара вирусну капсиду. М1 се веже на вирусу РНК, а М2 ствара мембрански канал и тако отпушта садржај вируса у ћелију.
- НП кодира нуклеопротеин.
- НС кодира два неструктурална протеина који су носитељи патогених обележја. НС1 омогућава ћелијски транспорт и транслацију РНК, па се сматра одговорним за цитокински одговор против макрофага.
- ПА, ПБ1 и ПБ2 кодирају протеине који су главне саставнице вирусне полимеразе (потребне за репликацију), осим ПБ1-Ф2 који је и значајан чинилац патогености.

Антивирусни лекови су се открили управо проучавањем улоге есенцијалних вирусних протеина, хемаглутинина, неураминидазе и М2, вршећи своју функцију на истом принципу на којем се против вируса боре антитела, која производи имуни систем оболелих.

## Ширење заразе и симптоми
Заражене птице Х5Н1 преносе слином, секретом из носа и фецесом. Остале птице се могу заразити директним контактом са секретом или површином која је контаминирана зараженом материјом.
Улога птица селица у ширењу високопатогеног птичјег грипа није у потпуности разјашњена. Дивље птице из реда пловуша (дивље патке, дивље гуске и лабудови) се сматрају природним резервоаром за све Influenza A вирусе. Оне вероватно већ вековима асимптоматски носе вирусе инфлуенце. Познато је да су оне носиоци и Х5 и Х7 подтипова вируса, али углавном у нископатогеној форми. Одређени докази указују да птице селице могу да унесу нископатогене Х5 и Х7 вирусе у јата живине, који затим прелазе у високопатогени облик.
С обзиром да припадају истој породици вируса, симптоми обољевања од Х5Н1 код заражених особа испочетка личе на симптоме обичног грипа, укључујући: температуру, кашаљ, грлобољу, мишићну исцрпљеност. Временом се код озбиљнијих случајева као могући узрок смрти појављује и упала плућа и сметње у респираторном систему (вишеструке инфекције плућа, ожиљци и рупе у плућном ткиву, увећани лимфни чворови).

## Превенција
Досадашња искуства у документованим епидемијама указују да брзо и синхронизовано уништавање резервоара инфекције (птица) редукује брзину преноса у хуману популацију, чиме је био избегнут и ризик интерхуманог преноса овог обољења. Вакцинација особа које раде са инфицираном живином, применом постојеће актуелне вакцине циркулирајућег соја вируса инфлуенце у хуманој популацији, као и примена антивирусне терапије се доказала као ефективна мера у досадашњим епидемијама.
СЗО са својим партнерима интензивирала је активности које су усмерне у три правца:
- редуковање обољевања и смртности у хуманој популацији изазваних птичјом инфлуенцом Х5Н1,
- хитно редуковање предуслова за отпочињање нове пандемије инфлуенце,
- хитно иницирање неопходних интернационалних и националних истраживања.

### Имунизација циљних група
- Све особе које би биле у контакту са живином или фармама живине, које су суспектне или за које се зна да су инфициране птичјом инфлуенцом Х5Н1, посебно оне које раде на кланици и транжирању живине и оне које живе и раде на тим фармама.
- Здравствени радници који обављају дневну негу особе за коју се зна или код које је потврђен случај инфлуенце изазван Х5Н1 вирусом.
- Здравствени радници који раде на одељењима за хитну медицинску помоћ у областима где је потврђено епизоогено јављање инфлуенце Х5Н1 код птица.

## Епидемије
Досадашња истраживања указују да вирус ниске патогености, након циркулације у кратком временском периоду у популацији живине, може да мутира у високо патогене форме. Примери су:
- епидемија током 1983-1984. године у САД, узрокована Х5Н2 вирусом који је иницијално био ниске патогености, а који је унутар 6 месеци трајања епидемије довео до смртности од 90% (уништено више од 17 милиона птица),
- епидемија од 1999. до 2001. године у САД, узрокована Х7Н1 вирусом који је иницијално био ниске патогености, а који је унутар 9 месеци трајања епидемије довео до високе смртности (уништено више од 13 милиона птица),
- епидемија у Мексику која је започела 1992. године и која је еволуирала у форму са високом смртности, а која је стављена под контролу тек 1995. године.

## Распрострањеност
Истраживања која се спроводе од 1997. године само прате еволуциону моћ ових вируса који мењају своју антигеничност и мутирају групе гена, ширећи опсег угрожених птица-домаћина, патогеничност системских инфекција сисара и властиту стабилност у околини.
| Држава                                  | Година обавештавања | Година обавештавања | Година обавештавања | Година обавештавања | Година обавештавања | Година обавештавања | Година обавештавања | Година обавештавања | Година обавештавања | Година обавештавања | Година обавештавања | Година обавештавања | Година обавештавања | Година обавештавања | Година обавештавања | Укупно | Укупно | Укупно |
| --------------------------------------- | ------------------- | ------------------- | ------------------- | ------------------- | ------------------- | ------------------- | ------------------- | ------------------- | ------------------- | ------------------- | ------------------- | ------------------- | ------------------- | ------------------- | ------------------- | ------ | ------ | ------ |
| Држава                                  | 2003                | 2003                | 2003                | 2004                | 2004                | 2004                | 2005                | 2005                | 2005                | 2006                | 2006                | 2006                | 2007                | 2007                | 2007                | Укупно | Укупно | Укупно |
| Држава                                  | зараза              | смрти               | смрти               | зараза              | смрти               | смрти               | зараза              | смрти               | смрти               | зараза              | смрти               | смрти               | зараза              | смрти               | смрти               | зараза | смрти  | смрти  |
| Азербејџан                              |                     |                     |                     |                     |                     |                     |                     |                     |                     | 8                   | 5                   | 63%                 |                     |                     |                     | 8      | 5      | 63%    |
| Камбоџа                                 |                     |                     |                     |                     |                     |                     | 4                   | 4                   | 100%                | 2                   | 2                   | 100%                | 1                   | 1                   | 100%                | 7      | 7      | 100%   |
| Кина                                    | 1                   | 1                   | 100%                |                     |                     |                     | 8                   | 5                   | 63%                 | 13                  | 8                   | 62%                 | 1                   | 0                   | 0%                  | 23     | 14     | 61%    |
| Џибути                                  |                     |                     |                     |                     |                     |                     |                     |                     |                     | 1                   | 0                   | 0%                  |                     |                     |                     | 1      | 0      | 0%     |
| Египат                                  |                     |                     |                     |                     |                     |                     |                     |                     |                     | 18                  | 10                  | 56%                 | 16                  | 4                   | 25%                 | 34     | 14     | 41%    |
| Индонезија                              |                     |                     |                     |                     |                     |                     | 19                  | 12                  | 63%                 | 56                  | 46                  | 82%                 | 6                   | 5                   | 83%                 | 81     | 63     | 78%    |
| Ирак                                    |                     |                     |                     |                     |                     |                     |                     |                     |                     | 3                   | 2                   | 67%                 |                     |                     |                     | 3      | 2      | 67%    |
| Лаос                                    |                     |                     |                     |                     |                     |                     |                     |                     |                     |                     |                     |                     | 2                   | 2                   | 100%                | 2      | 2      | 100%   |
| Нигерија                                |                     |                     |                     |                     |                     |                     |                     |                     |                     |                     |                     |                     | 1                   | 1                   | 100%                | 1      | 1      | 100%   |
| Тајланд                                 |                     |                     |                     | 17                  | 12                  | 71%                 | 5                   | 2                   | 40%                 | 3                   | 3                   | 100%                |                     |                     |                     | 25     | 17     | 68%    |
| Турска                                  |                     |                     |                     |                     |                     |                     |                     |                     |                     | 12                  | 4                   | 33%                 |                     |                     |                     | 12     | 4      | 33%    |
| Вијетнам                                | 3                   | 3                   | 100%                | 29                  | 20                  | 69%                 | 61                  | 19                  | 31%                 |                     |                     |                     |                     |                     |                     | 93     | 42     | 45%    |
| Укупно                                  | 4                   | 4                   | 100%                | 46                  | 32                  | 70%                 | 97                  | 42                  | 43%                 | 116                 | 80                  | 69%                 | 28                  | 14                  | 50%                 | 291    | 172    | 59%    |
| Извор: Светска здравствена организација |                     |                     |                     |                     |                     |                     |                     |                     |                     |                     |                     |                     |                     |                     |                     |        |        |        |

## Терминологија
Сваки изолат вируса пронађен било где на свету добија своју јединствену ознаку, као нпр. A/chicken/Nakorn-Patom/Thailand/CU-K2/04(H5N1):
- A означава о којој врсти вируса инфлуенце се ради (А, Б или Ц),
- chicken (у преводу кокошка) се односи на врсту из које је вирус изолован,
- Nakorn-Patom/Thailand означава место на коме је пронађен,
- CU-K2 је ознака по којој се он разликује од других изолата пронађених на истом подручју,
- 04 представља 2004. годину,
- H5 се односи на пети од неколико познатих типова протеина хемаглутинина и
- N1 се односи на први од неколико познатих типова протеина неураминидазе.

Неки други примери: A/duck/Hong Kong/308/78(H5N3); A/avian/NY/01(H5N2); A/Chicken/Mexico/31381-3/94(H5N2) i A/shoveler/Egypt/03(H5N2).

## Х5Н1 у Србији
Лабуд који је угинуо у околини Бачког Моноштора, код Сомбора, био је заражен смртоносним вирусом птичјег грипа Х5Н1, потврђено је из Министарства пољопривреде Србије 8. марта 2006. године.
У саопштењу Министарства наведено је да су резултати из лабораторије у Вејбриџу, у Уједињеном Краљевству, стигли у среду, 8. марта, и да је потврђено да се ради о вирусу птичјег грипа, подтипа Х5Н1.
У Србији су до сада пронађена четири лабуда угинула од птичјег грипа - три код Бачког Моноштора а један код Бачеваца, на подручју општине Бајина Башта.